# Carl Jakob Adolf Christian Gerhardt
Pour les articles homonymes, voir Gerhardt.
Carl Jakob Adolf Christian Gerhardt est un médecin allemand né le 5 mai 1833 à Spire au royaume de Bavière et mort le 22 juillet 1902 à Gamburg an der Tauber, dans le grand-duché de Bade.

## Biographie
Gerhardt a étudié la médecine à l’Université de Wurtzbourg, il a reçu son doctorat en 1856. Par la suite il a été l’assistant de Heinrich von Bamberger (en) et Franz von Rinecker à Würzburg, puis de Wilhelm Griesinger  à Tübingen.
En 1861 il est nommé professeur et chef du département de médecine interne à l'université d'Iéna.
Gerhardt est considéré comme l'un des pionniers de la pédiatrie, il est l'auteur de l'influent Handbuch der Kinderkrankheiten (manuel des maladies infantiles). En 1865, il a l'idée d'utiliser le chlorure de fer pour détecter l'acétone dans les urines des diabétiques (réaction de Gerhardt). En 1892 il décrit succinctement l'érythromélalgie. Gerhardt s'est particulièrement intéressé à la croup et aux lésions laryngées et joua un rôle dans la diffusion de la laryngoscopie. En 1887, il diagnostique le cancer du larynx du prince héritier allemand Frédéric Guillaume.
Il a également effectué d'importantes recherches sur l'auscultation et la percussion.